# Први Ц разред Београдског подсавеза у фудбалу 1962/63.
За такмичарску сезону 1962/63. годину такмичење у Београдском подсавезу одвијало се у 4 степена:
- Прва Београдска лига,
- Друга Београдска лига,
- Први Разред и
- Други Разред

Први "Ц" разред у сезони 1962/1963. бројао је 11 клубова. Виши степен такмичења је Друга Београдска лига, а нижи Други разред.
Захваљујући својим пласманима на крају сезоне 1962/1963. следећи клубови су променили ранг такмичења:
- Бродоградитељ из Београда као првопласирани тим Први "Ц" разреда прешао је у Другу Београдску лигу.
- Нико није испао јер је Хидротехника из Београда одустала од даљег такмичења.

Обавезе клубова Првог разреда и вишег ранга
- Клубови који немају подмладак могу се такмичити само у првенству Другог разреда.
- Клуб Прве и Друге Београдске лиге и Првог разреда чији се подмладак расформира или одустане од такмичења, пада у Други разред без обзира на постигнути пласман.

## Клубови
| 1. Палилулац, · Београд | 2. Јанко Лисјак, · Београд  | 3. БУСК, · Нови Београд    |
| 4. Будућност, · Земун   | 5. Бежанија, · Нови Београд | 6. Хидротехника, · Београд |
| 7. Соко, · Београд      | 8. Бродоградитељ, · Београд | 9. Душан Вукасовић ·       |
| 10. БСК, · Борча        | 11. Борац, · Земун          |                            |

## Резултати по колима
| ЈЕСЕЊИ ДЕО ПРВЕНСТВА | ЈЕСЕЊИ ДЕО ПРВЕНСТВА |
| -------------------- | -------------------- |

| 1. коло, 16. септембра 1962.   | 1. коло, 16. септембра 1962. |
| ------------------------------ | ---------------------------- |
| БУСК — Палилулац               | 1:2                          |
| Будућност — Борац              | 13:2                         |
| Хидротехника — Душан Вукасовић | 3:0                          |
| Соко — Бродоградитељ           | 1:2                          |
| Бежанија — БСК                 | 2:1                          |
| Јанко Лисјак слободан          |                              |

| 2. коло, 23. септембра 1962. | 2. коло, 23. септембра 1962. |
| ---------------------------- | ---------------------------- |
| Душан Вукасовић — Соко       | 3:3                          |
| БСК — Хидротехника           | 3:1                          |
| Борац — Бежанија             | 1:3                          |
| Палилулац — Будућност        | 3:1                          |
| Јанко Лисијак БУСК           | 0:3                          |
| Бродоградитељ слободан       |                              |

| 3. коло, 30. септембра 1962.    | 3. коло, 30. септембра 1962. |
| ------------------------------- | ---------------------------- |
| Будућност — Јанко Лисијак       | 4:1                          |
| Бежанија — Палилулац            | 2:2                          |
| Хидротехника — Борац            | 3:3                          |
| Соко — БСК                      | 1:1                          |
| Бродоградитељ — Душан Вукасовућ | 2:0                          |
| БУСК слободан                   |                              |

| 4. коло, 7. октобра 1962. | 4. коло, 7. октобра 1962. |
| ------------------------- | ------------------------- |
| БСК — Бродоградитељ       | 2:2                       |
| Борац — Соко              | 5:2                       |
| Палилулац — Хидротехника  | 1:6                       |
| Јанко Лисјак — Бежанија   | 0:3                       |
| БУСК — Будућност          | 3:0                       |
| Душан Вукасовић слободан  |                           |

| 5. коло, 14. октобра 1962.   | 5. коло, 14. октобра 1962. |
| ---------------------------- | -------------------------- |
| Бежанија — БУСК              | 3:5                        |
| Хидротехника — Јанко Лисијак | 2:1                        |
| Соко — Палилулац             | 0:3                        |
| Бродоградитељ — Борац        | 2:1                        |
| Душан Вукасовић — БСК        | 0:1                        |
| Будућност слободна           |                            |

| 6. коло, 21. октобра 1962. | 6. коло, 21. октобра 1962. |
| -------------------------- | -------------------------- |
| Борац — Душан Вукасовић    | 4:3                        |
| Палилулац — Бродоградитељ  | 3:2                        |
| Јанко Лисијак — Соко       | 1:1                        |
| БУСК — Хидротехника        | 1:2                        |
| Будућност — Бежанија       | 3:2                        |
| БСК слободан               |                            |

| 7. коло, 28. октобра 1962.   | 7. коло, 28. октобра 1962. |
| ---------------------------- | -------------------------- |
| Хидротехника — Будућност     | 4:2                        |
| Соко — БУСК                  | 0:4                        |
| Бродоградитељ — Јанко Лисјак | 4:0                        |
| Душан Вукасовић — Палилулац  | 2:3                        |
| БСК — Борац                  | 0:0                        |
| Бежанија слободна            |                            |

| 8. коло, 4. новембра 1962.      | 8. коло, 4. новембра 1962. |
| ------------------------------- | -------------------------- |
| Палилулац — БСК                 | 2:0                        |
| Јанко Лисијак — Душан Вукасовић | 2:3                        |
| БУСК — Бродоградитељ            | 2:3                        |
| Будућност — Соко                | 5:0                        |
| Бежанија — Хидротехника         | 2:1                        |
| Борац слободан                  |                            |

| 9. коло, 11. новембра 1962. | 9. коло, 11. новембра 1962. |
| --------------------------- | --------------------------- |
| Соко — Бежанија             | 0:3                         |
| Бродоградитељ — Будућност   | 2:1                         |
| Душан Вукасовић — БУСК      | 4:2                         |
| БСК — Јанко Лисјак          | 3:0                         |
| Борац — Палилулац           | 1:2                         |
| Хидротехника слободна       |                             |

| 10. коло, 18. новембра 1962. | 10. коло, 18. новембра 1962. |
| ---------------------------- | ---------------------------- |
| Јанко Лисјак — Борац         | 4:1                          |
| БУСК — БСК                   | 4:0                          |
| Будућност — Душан Вукасовић  | 7:2                          |
| Бежанија — Бродоградитељ     | 2:2                          |
| Хидротехника — Соко          | 4:1                          |
| Палилулац слободан           |                              |

| 11. коло, 6. децембра 1964.  | 11. коло, 6. децембра 1964. |
| ---------------------------- | --------------------------- |
| Бродоградитељ — Хидротехника | 1:0                         |
| Душан Вукасовић — Бежанија   | 0:3                         |
| БСК — Будућност              | 2:5                         |
| Борац — БУСК                 | 2:3                         |
| Палилулац — Јанко Лисјак     | 4:0                         |
| Соко слободан                |                             |

| ПРОЛЕЋНИ ДЕО ПРВЕНСТВА | ПРОЛЕЋНИ ДЕО ПРВЕНСТВА |
| ---------------------- | ---------------------- |

| 12. коло, 31. марта 1963.      | 12. коло, 31. марта 1963. |
| ------------------------------ | ------------------------- |
| Палилулац — БУСК               | 3:0                       |
| Борац — Будућност              | 4:0                       |
| Душан Вукасовић — Хидротехника | :                         |
| Бродоградитељ — Соко           | 5:0                       |
| БСК — Бежанија                 | 1:0                       |
| Јанко Лисјак слободан          |                           |

| 13. коло, 7. априла 1963. | 13. коло, 7. априла 1963. |
| ------------------------- | ------------------------- |
| Соко — Душан Вукасовић    | 5:1                       |
| Хидротехника — БСК        | :                         |
| Бежанија — Борац          | 1:1                       |
| Будућност — Палилулац     | 3:3                       |
| БУСК — Јанко Лисјак       | 2:4                       |
| Бродоградитељ слободан    |                           |

| 14. коло, 14. априла 1963.      | 14. коло, 14. априла 1963. |
| ------------------------------- | -------------------------- |
| Јанко Лисјак — Будућност        | 4:0                        |
| Палилулац — Бежанија            | 4:0                        |
| Борац — Хидротехника            | :                          |
| БСК — Соко                      | 0:3                        |
| Душан Вукасовић — Бродоградитељ | 0:1                        |
| БУСК слободан                   |                            |

| 15. коло, 21. априла 1963. | 15. коло, 21. априла 1963. |
| -------------------------- | -------------------------- |
| Бродоградитељ — БСК        | 1:1                        |
| Соко — Борац               | 1:1                        |
| Хидротехника — Палилулац   | :                          |
| Бежанија Јанко Лисјак      | 4:1                        |
| Будућност — БУСК           | 0:3                        |
| Душан Вукасовић слободан   |                            |

| 16. коло, 28. априла 1963.  | 16. коло, 28. априла 1963. |
| --------------------------- | -------------------------- |
| БУСК — Бежанија             | 3:1                        |
| Јанко Лисјак — Хидротехника | :                          |
| Палилулац — Соко            | 3:2                        |
| Борац — Бродоградитељ       | 1:5                        |
| БСК — Душан Вукасовић       | 1:2                        |
| Будућност слободна          |                            |

| 17. коло, 5. маја 1963.   | 17. коло, 5. маја 1963. |
| ------------------------- | ----------------------- |
| Душан Вукасовић — Борац   | 4:4                     |
| Бродоградитељ — Палилулац | 5:0                     |
| Соко — Јанко Лисјак       | 1:3                     |
| Хидротехника — БУСК       | :                       |
| Бежанија — Будућност (пф) | 3:0                     |
| Бежанија слободна         |                         |

| 18. коло, 12. маја 1963.     | 18. коло, 12. маја 1963. |
| ---------------------------- | ------------------------ |
| Будућност — Хидротехника     | :                        |
| БУСК — Соко                  | 4:1                      |
| Јанко Лисјак — Бродоградитељ | 2:3                      |
| Палилулац — Душан Вукасовић  | 5:0                      |
| Борац БСК                    | 1:0                      |
| Бежанија слободна            |                          |

| 19. коло, 19. маја 1963.       | 19. коло, 19. маја 1963. |
| ------------------------------ | ------------------------ |
| БСК — Палилулац                | 0:4                      |
| Душан Вукасовић — Јанко Лисјак | 0:5                      |
| Бродоградитељ — БУСК           | 2:1                      |
| Соко — Будућност (пф)          | 3:0                      |
| Хидротехника — Бежанија        | :                        |
| Борац слободан                 |                          |

| 20. коло, 26. маја 1963.  | 20. коло, 26. маја 1963. |
| ------------------------- | ------------------------ |
| Бежанија — Соко           | 4:2                      |
| Будућност — Бродоградитељ | 0:3                      |
| БУСК — Душан Вукасовић    | 5:1                      |
| Јанко Лисјак — БСК        | 5:0                      |
| Палилулац — Борац         | 8:0                      |
| Хидротехника слободна     |                          |

| 21. коло, 2. јуна 1963.     | 21. коло, 2. јуна 1963. |
| --------------------------- | ----------------------- |
| Борац — Јанко Лисјак        | 3:1                     |
| БСК — БУСК                  | 3:0                     |
| Душан Вукасовић — Будућност | 3:0                     |
| Бродоградитељ — Бежанија    | 5:1                     |
| Соко — Хидротехника         | :                       |
| Палилулац слободан          |                         |

| 22. коло, 9. јуна 1963.      | 22. коло, 9. јуна 1963. |
| ---------------------------- | ----------------------- |
| Хидротехника — Бродоградитељ | :                       |
| Бежанија — Душан Вукасовић   | 1:2                     |
| Будућност — БСК              | 0:3                     |
| БУСК — Борац                 | 13:0                    |
| Јанко Лисјак — Палилулац     | 2:3                     |
| Соко слободан                |                         |

| У пролећнем делу такмићења Хидротехника одустала од даљег такмичења |
| ------------------------------------------------------------------- |

## Резултати по клубовима
|     | Клуб домаин     | 1   | 2   | 3   | 4   | 5   | 6   | 7   | 8   | 9   | 10  | 11   |
| --- | --------------- | --- | --- | --- | --- | --- | --- | --- | --- | --- | --- | ---- |
| 1.  | Палилулац       | XXX | 4:0 | 3:0 | 3:1 | 4:0 | 1:6 | 3:2 | 3:2 | 5:0 | 2:0 | 8:0  |
| 2.  | Јанко Лисјак    | 2:3 | XXX | 0:3 | 4:0 | 0:3 | :   | 1:1 | 2:3 | 2:3 | 5:0 | 4:1  |
| 3.  | Буск            | 1:2 | 2:4 | XXX | 3:0 | 3:1 | 1:2 | 4:1 | 2:3 | 5:1 | 4:0 | 13:0 |
| 4.  | Будућност       | 3:3 | 4:1 | 0:3 | XXX | 3:2 | :   | 5:0 | 0:3 | 7:2 | 0:3 | 13:2 |
| 5.  | Бежанија        | 2:2 | 4:1 | 3:5 | 3:0 | XXX | 2:1 | 4:2 | 2:2 | 1:2 | 2:1 | 1:1  |
| 6.  | Хидротехника    | :   | 2:1 | :   | 4:2 | :   | XXX | 4:1 | :   | 3:0 | :   | 3:3  |
| 7.  | Соко            | 0:3 | 1:3 | 0:4 | 3:0 | 0:3 | :   | XXX | 1:2 | 5:1 | 1:1 | 1:1  |
| 8.  | Бродоградитељ   | 5:0 | 4:0 | 2:1 | 2:1 | 5:1 | 1:0 | 5:0 | XXX | 2:0 | 1:1 | 2:1  |
| 9.  | Душан Вукасовић | 2:3 | 0:5 | 4:2 | 3:0 | 0:3 | :   | 3:3 | 0:1 | XXX | 0:1 | 4:4  |
| 10. | БСК, Борча      | 0:4 | 3:0 | 3:0 | 2:5 | 1:0 | 3:1 | 0:3 | 2:2 | 1:2 | XXX | 0:0  |
| 11. | Борац           | 1:2 | 3:1 | 2:3 | 4:0 | 1:3 | :   | 5:2 | 1:5 | 4:3 | 1:0 | XXX  |

| Легенда         | Боја |
| --------------- | ---- |
| Победа домаћина |      |
| Нерешено        |      |
| Пораз домаћина  |      |

## Статистика
| Статистички подаци                          | Статистички подаци                  |
| ------------------------------------------- | ----------------------------------- |
| Одиграно кола                               | 19 од 19                            |
| Одиграно утакмица                           | 100 од 110                          |
| Број победа домаћих клубова                 | 54                                  |
| Број утакмица без победника                 | 13                                  |
| Број победа гостујућих клубова              | 33                                  |
| Укупно датих голова                         | 429                                 |
| Број голова по колу                         | 22,6                                |
| Број голова по утакмици                     | 4,3                                 |
| Укупан број голова домаћих клубова          | 263                                 |
| Укупан број голова домаћих екипа по колу    | 13,8                                |
| Укупан број голова гостујућих клубова       | 166                                 |
| Укупан број голова гостујућих екипа по колу | 8,7                                 |
| Највећа победа домаћег клуба                | (+13) Буск — Борац (13:0)           |
| Највећа победа гостујућег клуба             | (-5) Палилулац — Хидротехника (1:6) |
| Највише датих голова на утакмици            | (15) Будућност — Борац (13:2)       |
|                                             |                                     |

## Табела
| М   | Клуб             | Одиг.                                | Поб.                                 | Нер.                                 | Пор.                                 | ГД                                   | ГП                                   | ГР                                   | Бод.                                 |
| --- | ---------------- | ------------------------------------ | ------------------------------------ | ------------------------------------ | ------------------------------------ | ------------------------------------ | ------------------------------------ | ------------------------------------ | ------------------------------------ |
| 1.  | Бродоградитељ    | 19                                   | 15                                   | 3                                    | 1                                    | 52                                   | 18                                   | 34                                   | 33                                   |
| 2.  | Палилулац        | 19                                   | 15                                   | 2                                    | 2                                    | 58                                   | 27                                   | 31                                   | 32                                   |
| 3.  | БУСК             | 19                                   | 11                                   | 0                                    | 8                                    | 59                                   | 31                                   | 28                                   | 22                                   |
| 4.  | Бежанија         | 19                                   | 9                                    | 3                                    | 7                                    | 40                                   | 34                                   | 6                                    | 21                                   |
| 5.  | БСК(Борча)       | 19                                   | 6                                    | 4                                    | 9                                    | 22                                   | 33                                   | -11                                  | 16                                   |
| 6.  | Борац, Земун     | 19                                   | 5                                    | 5                                    | 9                                    | 35                                   | 68                                   | -33                                  | 15                                   |
| 7.  | Будућност, Земун | 19                                   | 6                                    | 1                                    | 12                                   | 44                                   | 50                                   | -6                                   | 13                                   |
| 8.  | Јанко Лисјак     | 19                                   | 6                                    | 1                                    | 12                                   | 36                                   | 44                                   | -18                                  | 13                                   |
| 9.  | Душан Вукасовић  | 19                                   | 5                                    | 2                                    | 12                                   | 30                                   | 57                                   | -27                                  | 12                                   |
| 10. | Соко             | 19                                   | 3                                    | 4                                    | 14                                   | 27                                   | 52                                   | -25                                  | 10                                   |
| 11. | Хидроехника      | Одустала у пролећном делу такмичења. | Одустала у пролећном делу такмичења. | Одустала у пролећном делу такмичења. | Одустала у пролећном делу такмичења. | Одустала у пролећном делу такмичења. | Одустала у пролећном делу такмичења. | Одустала у пролећном делу такмичења. | Одустала у пролећном делу такмичења. |

| Првак /Ц-е Разреда у фудбалу 1962/63. |
| ------------------------------------- |
|                                       |
| Бродоградитељ, Нови Београд           |

|       | Опис                    |
| ----- | ----------------------- |
| М     | Место на табели         |
| Одиг. | Број одиграних утакмица |
| Поб.  | Број победа             |
| Нер.  | Број нерешених          |
| Пор.  | Број пораза             |
| ДГ    | Број датих голова       |
| ПГ    | Број примљених голова   |
| ГР    | Гол разлика             |
| БОД.  | Број освојених бодова   |

|  | Виши ранг: Београдска лига |